# История Чукотки
История Чукотки восходит к эпохе палеолита.

## Чукотка в древности
Возрастом около 30 тыс. л. н. датируются: стоянка Орловка II на севере Западной Чукотки в бассейне реки Колымы и стоянка Кымынейкей в долине реки Кымынейкей на севере Восточной Чукотки в Ванкаремской низменности (обе — около 67° с. ш.). Артефакты Орловки II и Кымынейкея технико-типологически ближе к алданским, чем к енисейским памятникам.
В древности через Берингию осуществлялось многократное заселение людьми Америки.
К верхнему палеолиту относится стоянка Тытыльваам IV на реке Тытыльваам с возрастом 9820 + 40 лет до настоящего времени.
Обитатели Жоховской стоянки на Новосибирских островах 9 тыс. л. н. пользовались обсидианом, привезëнным с берегов чукотского озера Красное.
Наиболее ранними стоянками на Чукотке являются Ананайвеем (ок. 8,4 тыс. л. н.) на реке Ананайвеем и Коолень IV (ок. 6 тыс. л. н.) на озере Коолень недалеко от посёлка Уэлен.
Крайней западной палеоэскимосской стоянкой является Чёртов овраг на острове Врангеля. Артефакты, найденные на крутых склонах оврага, датируются 1750 г. до н. э.
Анализ ДНК образцов из Уэленского и Эквенского могильников (ок. 2 тыс. лет до настоящего времени) показал, что в генофонде неоэскимосских культур Чукотки помимо древней палеосибирской основы было примерно 30 % палеоиндейского компонента, который был найден у представителей культуры Кловис, что доказывает обратную миграцию неоэскимосов из Америки на территорию крайнего Северо-Востока Азии. Были определены Y-хромосомные гаплогруппы Q1, Q1a, Q1b, Q2b, C2b и митохондриальные гаплогруппы A2a, A2b, D4b1a2a1. У образца NEO248 (2064 л. н.) определили Y-хромосомную гаплогруппу Q1a1-F746>Q1a1b-YP1500/B143>Q1-Y222276>Q1-Z36017 и митохондриальную гаплогруппу A2a.
У образца I1525 (1970—1590 лет назад) из Уэлена определена митохондриальная гаплогруппа F.
У образца I1524 (1180—830 л. н.) из Уэлена определены митохондриальная гаплогруппа A2a и Y-хромосомная гаплогруппа Q1a2a1a1.
Пегтымельские петроглифы датируются периодом с I тысячелетия до н. э. по конец I тысячелетия нашей эры.
Китовая аллея на острове Итыгран датируется XIV—XVI веками и относится к позднему периоду древнеэскимосской культуры пунук.
В историческое время коренным народом Чукотки считаются чукчи, хотя у них сохранилась память о более древних народах, шелагах и онкилонах, известных в XVII веке и русским землепроходцам, но позднее исчезнувших. На территории Чукотки издавна жили также юиты (древнеберингоморская культура) и юкагиры (анаулы, чуванцы). Важную роль в возвышении чукчей сыграло оленеводство, которое распространилось под опосредованным влиянием самодийцев.

## Взаимоотношения Чукотки и Российской империи
Первое столкновение чукчей с русскими произошло в 1641 году к западу от современной Чукотки на реке Яна. К этому времени чукчи ещё находились на технологическом уровне каменного века.
Собственно Чукотку (Заколымье) русские открыли в 1648 году во время экспедиции Семёна Дежнёва. Первым русским поселением стал основанный в 1649 году Анадырский острог. В эпоху русской колонизации Чукотка принадлежала Якутскому воеводству. В 1778 году заключается официальный мирный договор с чукчами.
11 октября 1779 года последовал указ Екатерины II, в котором она объявляла, что «всемилостивейше соизволяет на принятие чукоцкаго народа в своё подданство, обнадёживая их всемилостивейшим Ея благоволением на равном основании прочих Ея подданных». Тем же указом Екатерина II повелела в течение 10 лет не брать с чукчей ясак, «изъяснить» им, «дабы они, чувствуя высочайшую Ея милость, пребыли с соседственными им подданными Е. И. В. коряками в должном согласии», разрешила чукчам вести торговлю и промыслы «без всякого изъятия и ограничения» и «дабы им ни от кого ни под каким видом притеснения и огорчения делано не было».
Первая ярмарка проводится уже в 1788 году на реке Большой Анюй, близ устья его притока — реки Ангарка.

## Чукотка в составе Российской империи

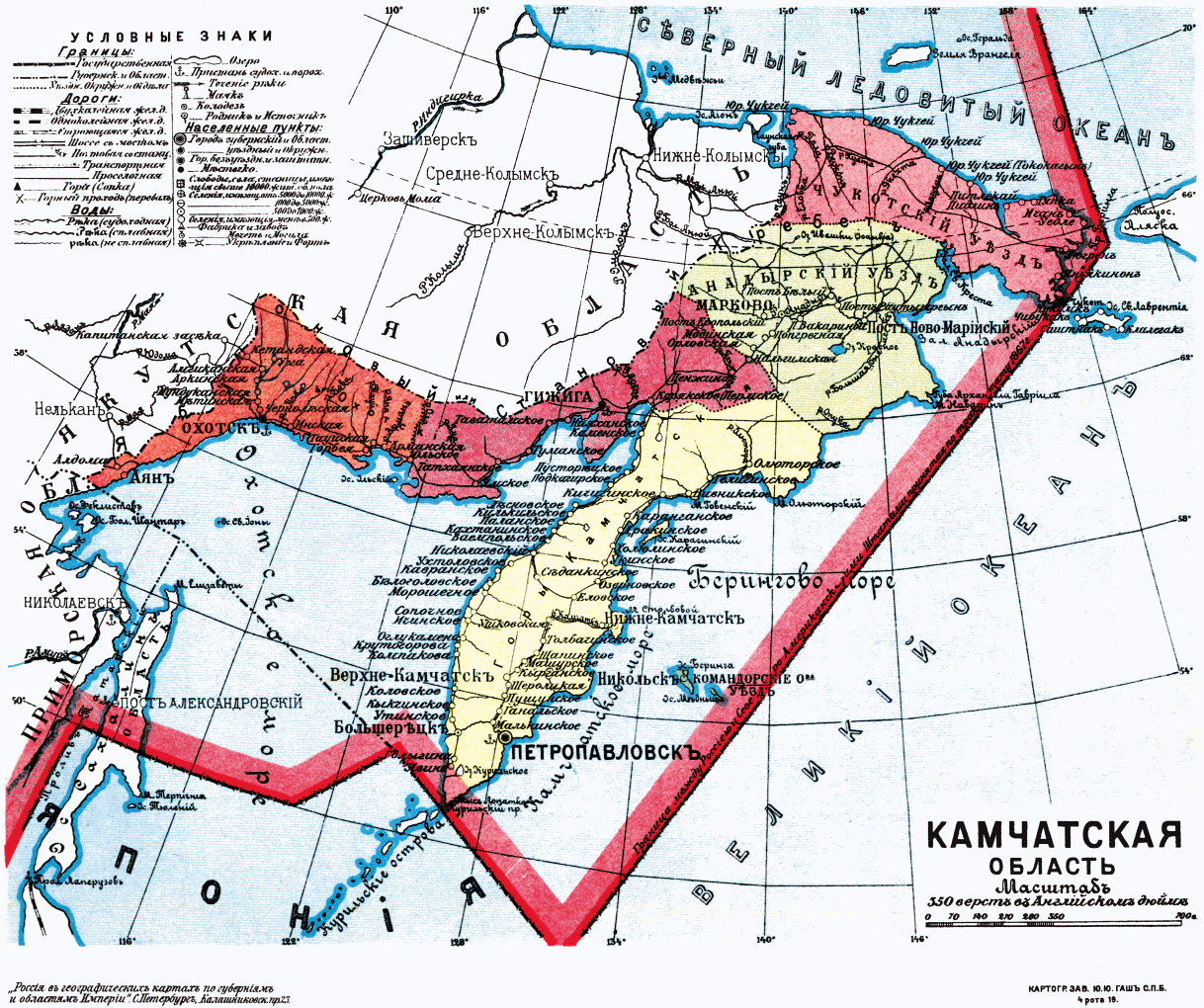
Чукотка в составе Камчатской области в 1913 году.

В 1803 году Чукотка вошла в состав Камчатской области Иркутской губернии (с 1856 года по 1909 год входила в состав Приморской области).
9 июля 1888 года было принято решение об организации Анадырского окружного управления. Местом его расположения стало село Марково, первым начальником округи стал военный врач и полярный исследователь Лев Францевич Гриневецкий. Через год он основал в устье реки Казачка пост Ново-Мариинск (ныне — Анадырь).
В 1909 году Анадырский уезд вошёл в состав Камчатской области, при этом часть Анадырского уезда была преобразована в Чукотский уезд.
Важными событиями начала XX века на Чукотке стали открытие золота в районе Золотого хребта и строительство в Ново-Мариинске в 1912-1914 годах радиостанции, которая тогда входила в число четырех самых мощных в Российской империи. Она позволяла поддерживать связь с Петропавловском-Камчатским, Охотском, Номом (Аляска).

## Революция на Чукотке
После Февральской революции 1917 года в мае этого года в Ново-Мариинске был создан уездный Комитет общественной безопасности. Он действовал до марта 1918 года, когда из Петропавловска пришла телеграмма Камчатского областного совета, которая упразднила его и предписала избрать Анадырский уездный совет крестьянских, рабочих и солдатских депутатов. Совет был создан, однако он решил выразить «недоверие захватчикам власти — Совету Народных Комиссаров» и «признавать только одну власть в стране — законную, народную – Учредительное собрание».
В сентябре 1919 года в Ново-Мариинск пришёл пароход «Томск», на котором прибыли представители колчаковской администрации во главе с новым начальником Анадырского уездного управления И. М. Громовым. Но на том же пароходе под вымышленными именами прибыли Михаил Мандриков и Август Берзинь, направленные на Чукотку большевистским подпольем Владивостока для установления в Ново-Мариинске Советской власти. 16 декабря 1919 года в Ново-Мариинске они создали Анадырский революционный комитет, захвативший власть, председателем которого стал Мандриков. Громов и другие представители колчаковских властей были арестованы. Были национализированы товары местных коммерсантов, долги им были аннулированы. Громов и ещё несколько человек были расстреляно по обвинению в «контрреволюции», для жителей были введены принудительные работы на шахте «Угольная».
Такая политика вызвала недовольство местных жителей. 31 января 1920 года произошло восстание, Мандриков и его соратники были окружены в здании ревкома и после неравной перестрелки сдались. Через два дня Мандрикова и еще четверых расстреляли.
Но когда весть об этом перевороте пришла в Марково, там был собран местный Совет, который осудил его. 20 июля 1920 года вооруженный отряд из 14 человек на катере и кунгасах прибыл из Марково в Анадырь и без боя восстановил там советскую власть. Затем участники переворота были арестованы и вывезены во Владивосток.

## Чукотка в советский период
В 1922 году Анадырский и Чукотский уезды вошли в Камчатскую губернию.
Чукотский национальный округ был образован постановлением ВЦИК от 10 декабря 1930 года «Об организации национальных объединений в районах расселения малых народностей Севера» в составе Дальневосточного края. Включал следующие районы: Анадырский (центр Ново-Мариинск, он же Анадырь), Восточной тундры (центр Островное), Западной тундры (центр Нижнеколымск), Марковский (центр Марково), Чаунский (центр в районе Чаунской губы) и Чукотский (центр в Чукотской культбазе — губа святого Лаврентия), переданные:
а) из Дальне-восточного края Анадырский и Чукотский районы полностью;
б) из Якутской АССР территорию Восточной тундры с границей по правому берегу реки Алазеи и Западной тундры, районы среднего и нижнего течения реки Омолон.
При районировании края в октябре-ноябре 1932 года оставлен «в прежних границах как самостоятельный национальный округ, непосредственно подчинённый краю».
Началась коллективизация. Крупные оленеводы отказывались продавать своих животных для совхозов и колхозов, началась «ликвидация кулачества».
22 июля 1934 года ВЦИК постановил включить в состав Камчатской области Чукотский и Корякский национальные округа. Однако такое подчинение носило достаточно формальный характер, поскольку с 1939—1940 годов территория округа находилась в ведении «Дальстроя», осуществлявшего в полной мере административное и хозяйственное управление на подчинённых ему территориях.
В 1934-1937 годах были открыты крупное месторождение олова на Певекском полуострове и Иультинское олово-вольфрамовое месторождение. С 1939 года геологоразведочные работы на Чукотке велись уже Дальстроем.
С 28 мая 1951 года решением Президиума ВС СССР округ был выделен в непосредственное подчинение Хабаровскому краю.
С 3 декабря 1953 года находился в составе Магаданской области.
С середины 1950-х годов начинается интенсивная застройка Чукотки военными аэродромами и авиабазами, поскольку географическое расположение полуострова обеспечивало наименьшее подлётное время к Аляске и северо-западной части США, главным пунктом базирования авиации предположительно являлся «Провидения».
В 1980 году после принятия закона РСФСР «Об автономных округах РСФСР» с соответствии с Конституцией СССР 1977 года Чукотский национальный округ стал автономным.

## Чукотский автономный округ в Российской Федерации
16 июля 1992 года Чукотский автономный округ вышел из состава Магаданской области и получил статус субъекта Российской Федерации.